# III. Balduin jeruzsálemi király
III. Balduin (a muszlimok közötti megnevezése: Ibn Majmún, 1130 – Bejrút, 1162. február 10.) Jeruzsálem királya volt 1143-tól haláláig.

## Származása és gyermekkora
Balduin V. Fulkó anjoui gróf, avagy Fulkó jeruzsálemi király és Melisenda királynő legidősebb gyermekeként jött világra. Születésekor nagyapja és egyben névadója, II. Balduin király őrá akarta hagyni az ország trónját, édesanyja régensi felügyeletével; ám a király 1131-ben, halálos ágyán mégis leányát és vejét nevezte meg utódjainak.
Melisenda és Fulko 1131-től kezdve egészen Fulko haláláig társuralkodókként ültek az ország trónján, majd Fulko halála után Balduint tették meg édesanyja társának.

## Uralkodása

### Társuralkodása Melisendával
Balduin tizenhárom éves volt, amikor Jeruzsálem királyává koronázták 1143. december 25-én, karácsony napján. Bár Melisenda és Balduin társuralkodókként uralkodtak, és Balduin volt édesanyja örököse; Melisenda királynő megpróbálta kiszorítani fiát a hatalomból. Melisenda fő tanácsadójának nevezte ki leghűségesebb emberét, Manassét, és ők ketten gyakoroltak minden hatalmat.
Mivel Balduin kiskorú volt, Melisenda pedig nő, az ország határainak védelmét egyikük sem tudta megfelelően ellátni; ráadásul elődjük, Fulko király sem jeleskedett e téren. Antiochia a Bizánci Birodalommal küzdött, míg a Tripoliszi Grófság és az Edesszai Grófság függetlenedni akartak a Jeruzsálemi Királyságtól. A muszlimoknak kiváló hadvezére volt, Zengi, aki északon Szíriától kezdve uralta Moszult és Aleppót, és többször megostromolta Damaszkuszt. 1144-ben, a keresztesek legnagyobb meglepetésére Zengi bevette Edesszát, mire válaszul megindult a második keresztes hadjárat.

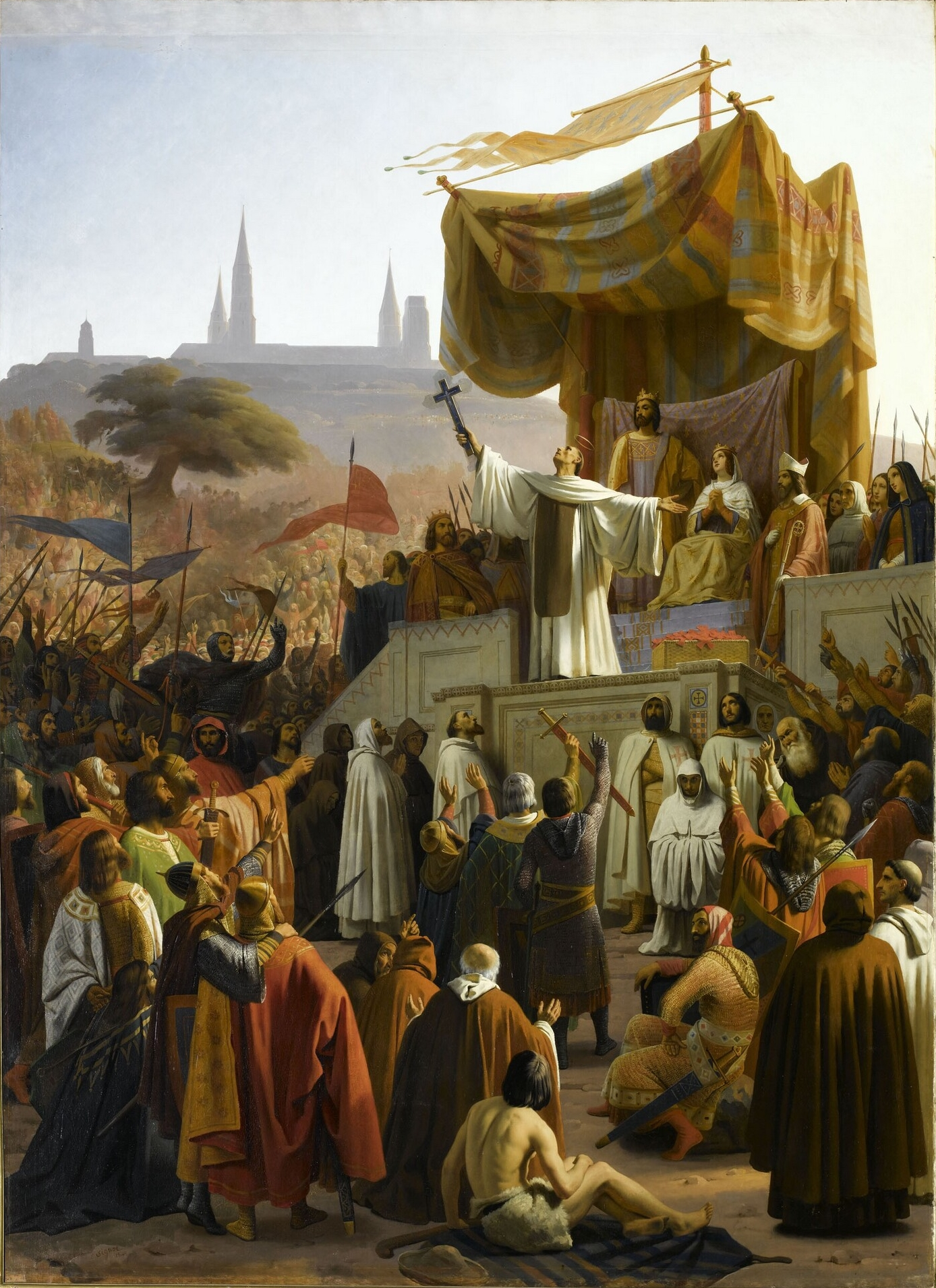
A II. keresztes hadjárat meghirdetése

A pápai felszólításra VII. Lajos francia király és III. Konrád német-római császár vonult hadba. A francia uralkodóval tartott felesége, Eleonóra királyné is. 1148. június 24-én a hadak főparancsnokai Akkrában gyűltek össze tanácskozásra. III. Konrád, VII. Lajos és III. Balduin a búrida kézen lévő Damaszkuszt akarták megtámadni, azonban Melisenda, Eleonóra és Manassé, a jeruzsálemi hadak egyik vezetője Aleppó ellen akart vonulni. Végül a Damaszkusz elleni támadás tervét fogadták el, annak ellenére, hogy Damaszkusz semleges volt, és béke volt közte és Jeruzsálem között.
A hatalmas keresztes hadsereg július közepén indult el, és Banyast érintve július 24-ére Damaszkusz alá vonultak. A várostól délre vertek tábort, majd megpróbáltak rést ütni a város falán. Július 27-én a sereg áttelepült a keleti oldalra, ahol azonban nem volt sem víz, sem élelemszerzési lehetőség. A költözés oka az a felmentősereg volt, amely gyors tempóban közeledett Damaszkusz felé. A keresztesek megkezdték a visszavonulást, azonban a Núr ad-Dín vezette muszlimok beérték őket, és szinte a teljes hadat lenyilazták.

III. Konrád még abban az évben, Lajos és Eleonóra pedig 1149-ben hazatért.
Zengi fia és utóda, Núr ad-Dín kihasználta a keresztények meggyengülését,  és megtámadta Antiochiát. A fejedelemség társuralkodója, I. Rajmund fejedelem elesett az inabi csatában, így Antiochia egyeduralkodója felesége, Konstancia lett, aki III. Balduin unokatestvére volt anyai ágon. A király a megmaradt keresztes hadakkal Antiochiába sietett, így nagy nehézségek árán meg tudták tartani a területet. III. Balduin megpróbált jó férjet találni unokahúga számára, aki azonban minden kérőkét elutasította, mígnem végül beleszeretett Châtilloni Rajnald francia kisnemesbe. A házassághoz a király beleegyezése is kellett, így Rajnald beszélt az épp Aszkalont ostromló Balduinnal, aki áldását adta a frigyre.
1152-ben Balduin és Melisenda kibékítették Hodierna tripoliszi grófnét és férjét, II. Rajmund tripoliszi grófot. Nem sokkal később azonban meggyilkolták II. Rajmundot, és az utódlás kérdése bizonytalan maradt. Balduin és Melisenda maguknak akarták megszerezni Tripoliszt, míg Hodierna régensként akarta uralni fiával, III. Rajmunddal. Végül Hodierna győzedelmeskedett, és ez még jobban megosztotta a keresztes államokat.

### A polgárháború
1152-ben Balduin már hét éve nagykorúnak számított, ám a király csak ekkor kezdett el igazán foglalkozni az államügyekkel. Egyre nagyobb szerepet követelt magának az ország irányításában, ami feszültséget okozott anya és fia között. A király már 1150-ben is megpróbálta a maga oldalára csábítani Mananesses-t, 1152-ben pedig egy újabb sikertelen próbálkozás után az uralkodó Fulko pátriárkához fordult. Rá akarta venni a pátriárkát, hogy koronázza meg őt még egyszer, ám ezúttal Melisenda jelenléte nélkül. Fulko azonban visszautasította Balduint, aki ettől kezdve a nyilvánosság előtt szinte mindig babérkoszorúval a fején jelent meg.

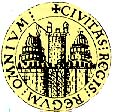
A király érméje

A helyzet végül annyira elmérgesedett, hogy Melisenda és Balduin a bárói tanácshoz fordultak, ami úgy határozott, hogy Balduin kapja a királyság északi részén fekvő Galileát, Akkont és Türoszt, míg Melisendáé lett a gazdag Júdea és Szamária, Nablusszal és a fővárossal egyetemben. Melisendával tartott Manassé és Balduin öccse, Amalrik, aki ebben az időben Jaffa grófja volt. A döntéssel valójában sem Melisenda, sem Balduin nem volt megelégedve, mert mindketten nagyobb országrészt akartak.
Balduin heteken belül támadásba lendült, és gyorsan bevette Nabluszt és Mirabelt, így édesanyja és öccse menekülni kényszerült. A király ezután Jeruzsálembe vonult, és a város a vérontások elkerülése végett minden ellenállás nélkül beengedte Balduint. A királynő és Amalrik a Dávid-toronyban húzták meg magukat, ám a király készen állt az ostromra. A háború végét végül a templomosok által kieszközölt megállapodás jelentette: eszerint Melisenda élete végéig birtokolhatja Nabluszt, ám cserébe el kell ismernie Balduint királyának, és többé egyikük sem rúghatja fel a békeszerződést. Így Melisenda és Balduin társuralkodása véget ért; anya és fia pedig 1153, illetve 1154 környékén kibékültek, így Melisendának újból lett némi beleszólása az államügyekbe, és fia hosszabb távollétei alatt ő kormányozta a királyságot.
Manassé várkapitányi és fővezéri helyébe Balduin embere, II. Toroni Henfrid került.

### Egyeduralma
Mialatt a Jerizsálemi Királyságot a polgárháború kötötte le, addig Núr ad-Dín azzal volt elfoglalva, hogy megerősítse a helyzetét Damaszkuszban.  Szíria is az ő uralma alá tartozott, így Jeruzsálemnek, hogy terjeszkedni tudjon, a fiatal és gyengekezű Fátimidák uralta Egyiptom felé kellett fordulnia.

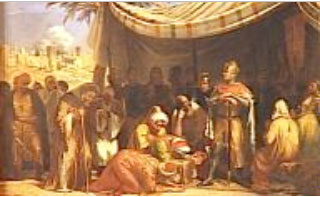
Balduin kihirdeti Aszkalon megtámadását

A király és a templomosok nagymestere 1152-ben sikeres hadjáratot vezettek Núr ad-Dín ellen: Bernard de Trémélai Nablusznál, Balduin pedig Tripolisznál győzedelmeskedett a muszlim vezér felett. Közben a törökök seregének másik fele erőltetett menetben Jeruzsálem felé vonult, hiszen az védtelenül maradt. A kevés számú templomos és ispotályos, polgári lakosoktól is támogatva, éjszaka rajtaütött a török csapaton, amely egészen a Jordán folyó partjáig menekült.
Ezek a sikerek arra buzdították a királyt, hogy megpróbálkozzon Aszkalon ostromával. A keresztény seregek blokád alá vették a várost, amelynek tartalékjai azonban még hónapokig kitartottak. A húsvéti zarándoklat hozott erősítést a keresztényeknek, amit azonban szinte rögtön ellensúlyozott a blokádot sikeresen áttörő egyiptomi hajóhad. A keresztes seregek erre ostromtornyok építésével próbálkoztak, amelyeket éjszaka ugyan a várvédők felgyújtottak, de a tűz a várfal felé terjedt, ami leomlott, így a város 1153. augusztus 19-én kénytelen volt megadni magát. A város elfoglalása némi elégtételt jelentett Damaszkusz sikertelen ostroma után; ám a pletyka, miszerint a muzulmánok Damaszkusz alatt több keresztes lovagot is lefizettek, még mindig erősen tartotta magát. Aszkalont később hozzácsatolták a király öccse, Amalrik jaffai grófságához.
1156-ban Balduin fegyverszünet kötésére kényszerült Núr ad-Dínnal. 1157 telén azonban a király már egy újabb hadjáratot vezetett Saizárba, ám vissza kellett fordulniuk, mert vita támadt a király, Teodorik flamand gróf és Châtilloni Rajnald között, akik mindannyian magunak akarták megszerezni a várost. A király ennek ellenére be tudta venni Harim városát, amely korábban az Antiochiai Fejedelemséghez tartozott.
Núr ad-Dín 1157-ben megtámadta Banyast, mire Balduin és a templomosok új nagymestere, Bertrand de Blanquefort a város segítségére siettek. Rosszul mérték fel azonban az ostromló muszlimok seregét, így a segítséget szétverték, de Blanquefort-t pedig fogságba ejtették, és csak két év múlva engedték szabadon, I. Mánuel bizánci császár és Núr ad-Dín békekötésének következményeként.

III. Balduin ezüstdénárjai

Balduin diplomáciai okokból úgy döntött, hogy Bizáncból választ magának feleséget. Elküldte II. Henfrid toroni bárót, hogy tárgyaljon Mánuel császárral, aki unokahúgát, Teódora Komnéné bizánci hercegnőt szánta Balduinnak. Az egyezmény olyan szempontól volt nyereségesebb Bizánc számára, hogy így Balduin kénytelen volt a császárság antiochiai fennhatóságát elismerni, ráadásul abban az esetben, ha Teodóra özvegyen maradna, a megállapodás szerint meg kell kapnia Akkon várát. Teodóra hercegnő és Balduin 1158 szeptemberében házasodtak össze; a király ekkor huszonnyolc, a királyné mindössze tizenhárom éves volt.
1159-ben a két ország közötti viszony tovább javult, amikor Mánuel és Balduin személyesen is találkoztak Antiociában egy lovagi torna keretében. Ám nem sokkal ezután elfogták Châtilloni Rajnaldot egy csata során, így Balduin lett Antiochia régense, ami nem tetszett a császárnak, hiszen ő a saját hűbérbirtokának tekintette a fejedelemséget. A problémát Mánuel és Mária antiochiai hercegnő házassága oldotta meg 1160-ban.

## Magánélete
Balduin királyt remek oktatásban részesítették, és remek memóriával rendelkezett, éles ellentétben állva édesapjával. Rajongott a történelemért, és jól ismerte a királyság szokásjogi dokumentumait, amelyeket később olyan híres tudósok gyűjtöttek össze, mint Ibelin János jaffai és aszkaloni gróf és Novarai Fülöp. Mélyen vallásos ember lévén bőkezűen támogatta a templomokat, akárcsak édesanyja. Barátságos ember hírében állott, és Türoszi Vilmos szerint bárki bemehetett hozzá kihallgatást kérni. Fiatalabb korában szívesen játszott kockajátékot, és néha botrányokba keveredett férjes asszonyok miatt; ám hűséges maradt feleségéhez, Teodórához.

## Halála
1161-ben meghalt Melisenda volt királynő, egy évvel később pedig III. Balduin is. A rémhírek szerint megmérgezte őt orvosa, egy szír ortodox ember, ám valójában a király vérhasban szenvedett, és „orvosa ölte meg azzal [a gyógyszerrel], amit gyógymódnak szánt”. A király hazaindult Antiochiából, ám útközben előbb Tripoliszban, majd Bejrútban is megállt, és végül itt érte a halál, 1162. február 10-én. Mivel akkor tizenhat éves feleségétől nem születettek gyermekei, utódja Amalrik öccse lett.

## Fordítás
- Ez a szócikk részben vagy egészben  a   Baldwin III of Jerusalem című angol Wikipédia-szócikk ezen változatának fordításán alapul.  Az eredeti cikk szerkesztőit annak laptörténete sorolja fel. Ez a jelzés csupán a megfogalmazás eredetét és a szerzői jogokat jelzi, nem szolgál a cikkben szereplő információk forrásmegjelöléseként.